# Wrestling Dontaku
Wrestling Dontaku es un evento pago por visión de lucha libre profesional producido por la empresa japonesa New Japan Pro-Wrestling (NJPW). Su primera edición fue en el año 1993 desde el Domo de Fukuoka. El evento fue abandonado en 1995, pero se reanudó brevemente en 2000 y 2001, para finalmente ser celebrado anualmente desde 2009 en el Día de la Constitución, un día festivo en Japón el 3 de mayo y que forma parte de la Semana Dorada. "Dontaku" es una palabra japonesa obsoleta para "día festivo", derivada de la palabra holandesa para el domingo, "Zondag".
Hasta la fecha, todas las ediciones han tenido lugar en el mes de mayo. Además, todas las ediciones se han llevado a cabo en la ciudad de Fukuoka, las primeras cinco en el Domo de Fukuoka y las siguientes en el Fukuoka Kokusai Center. En 2018, Wrestling Dontaku comienza a tener lugar en dos shows consecutivos. Sin embargo, la edición del 2020 terminó siendo cancelada debido a la pandemia de coronavirus 2019-20. En 2022, con motivo de la celebración del aniversario 50 de NJPW, el evento volvió a ser realizado en el Domo de Fukuoka y en un show.

## Historia de los eventos
El primer Wrestling Dontaku fue el 3 de mayo de 1993 desde el Domo de Fukuoka en Fukuoka. Este evento contó con la lucha de parejas, donde Antonio Inoki y Tatsumi Fujinami se enfrentaron a Genichiro Tenryu y Riki Choshu.  La asistencia de público a la primera edición de este evento fue de 55.000 personas. Su segunda edición, fue el 1 de mayo de 1994 en el mismo lugar. Este evento estelar fue donde Antonio Inoki se enfrentaba contra The Great Muta. En 1995, se disputaba en juego el Campeonato Peso Pesado de IWGP de Shinya Hashimoto donde defendería ante Keiji Mutoh.

## Fechas y lugares de Wrestling Dontaku
| Evento                 | Fecha                 | Lugar                                                                          | Estadio | Asistencia                                                                              | Evento principal                                                    |       |
| ---------------------- | --------------------- | ------------------------------------------------------------------------------ | --- | --------------------------------------------------------------------------------------- | ------------------------------------------------------------------- | ----- |
| Wrestling Dontaku 1993 | 3 de mayo de 1993     | Fukuoka, Japón                                                                 | Domo de Fukuoka | 55.000                                                                                  | Antonio Inoki y Tatsumi Fujinami vs. Genichiro Tenryu y Riki Choshu | [ 2 ] |
| Wrestling Dontaku 1994 | 1 de mayo de 1994     | 53.500                                                                         | Antonio Inoki vs. The Great Muta | [ 3 ]                                                                                   |                                                                     |       |
| Wrestling Dontaku 1995 | 3 de mayo de 1995     | 48.000                                                                         | Shinya Hashimoto (c) vs Keiji Mutoh por el Campeonato Peso Pesado de la IWGP. | [ 4 ]                                                                                   |                                                                     |       |
| Wrestling Dontaku 2000 | 5 de mayo de 2000     | 25.000                                                                         | Power Warrior (c) vs. The Great Muta por el Campeonato Peso Pesado de la IWGP. | [ 5 ]                                                                                   |                                                                     |       |
| Wrestling Dontaku 2001 | 5 de mayo de 2001     | Kazunari Murakami y Naoya Ogawa vs. Manabu Nakanishi y Riki Choshu             | [ 6 ] |                                                                                         |                                                                     |       |
| Wrestling Dontaku 2009 | 3 de mayo de 2009     | Fukuoka Kokusai Center                                                         | 5.500 | Hiroshi Tanahashi (c) vs. Hirooki Goto por el Campeonato Peso Pesado de la IWGP.        | [ 7 ]                                                               |       |
| Wrestling Dontaku 2010 | 3 de mayo de 2010     | 6.000                                                                          | Shinsuke Nakamura (c) vs. Togi Makabe por el Campeonato Peso Pesado de la IWGP. | [ 8 ]                                                                                   |                                                                     |       |
| Wrestling Dontaku 2011 | 3 de mayo de 2011     | 6.500                                                                          | Hiroshi Tanahashi (c) vs. Shinsuke Nakamura por el Campeonato Peso Pesado de la IWGP. | [ 9 ]                                                                                   |                                                                     |       |
| Wrestling Dontaku 2012 | 3 de mayo de 2012     | Kazuchika Okada (c) vs. Hirooki Goto por el Campeonato Peso Pesado de la IWGP. | [ 10 ] |                                                                                         |                                                                     |       |
| Wrestling Dontaku 2013 | 3 de mayo de 2013     | 6.800                                                                          | Kazuchika Okada (c) vs. Minoru Suzuki por el Campeonato Peso Pesado de la IWGP. | [ 11 ]                                                                                  |                                                                     |       |
| Wrestling Dontaku 2014 | 3 de mayo de 2014     | 7.190                                                                          | Kazuchika Okada (c) vs. A.J. Styles por el Campeonato Peso Pesado de la IWGP. | [ 12 ]                                                                                  |                                                                     |       |
| Wrestling Dontaku 2015 | 3 de mayo de 2015     | 5.180                                                                          | Shinsuke Nakamura (c) vs. Hirooki Goto por el Campeonato Intercontinental de la IWGP. | [ 13 ]                                                                                  |                                                                     |       |
| Wrestling Dontaku 2016 | 3 de mayo de 2016     | 5.299                                                                          | Tetsuya Naito (c) vs. Tomohiro Ishii por el Campeonato Peso Pesado de la IWGP. | [ 14 ]                                                                                  |                                                                     |       |
| Wrestling Dontaku 2017 | 3 de mayo de 2017     | 6.126                                                                          | Kazuchika Okada (c) vs. Bad Luck Fale por el Campeonato Peso Pesado de la IWGP. | [ 15 ]                                                                                  |                                                                     |       |
| Wrestling Dontaku 2018 | 3 y 4 de mayo de 2018 | 4.0666.307                                                                     | Kenny Omega vs. Hangman Page. (3 de mayo) Kazuchika Okada (c) vs. Hiroshi Tanahashi por el Campeonato Peso Pesado de la IWGP. (4 de mayo)                                                 | [ 16 ] [ 17 ]                                                                           |                                                                     |       |
| Wrestling Dontaku 2019 | 3 y 4 de mayo de 2019 | 4.0116.105                                                                     | Dragon Lee (c) vs. Taiji Ishimori por el Campeonato Peso Pesado Junior de la IWGP. (3 de mayo) Kazuchika Okada (c) vs. Sanada por el Campeonato Peso Pesado de la IWGP. (4 de mayo)       | [ 18 ] [ 19 ]                                                                           |                                                                     |       |
| Wrestling Dontaku 2021 | 3 y 4 de mayo de 2021 | 2.2112.367                                                                     | Hiroshi Tanahashi (c) vs. Jay White por el Campeonato de Peso Abierto NEVER. (3 de mayo) Will Ospreay (c) vs. Shingo Takagi por el Campeonato Mundial Peso Pesado de la IWGP. (4 de mayo) | [ 20 ] [ 21 ]                                                                           |                                                                     |       |
| Wrestling Dontaku 2022 | 1 de mayo de 2022     | Domo de Fukuoka                                                                | 8.162 | Kazuchika Okada (c) vs. Tetsuya Naito por el Campeonato Mundial Peso Pesado de la IWGP. | [ 22 ]                                                              |       |
| Wrestling Dontaku 2023 | 3 de mayo de 2023     | Fukuoka Kokusai Center                                                         | 4.489 | Sanada (c) vs. Hiromu Takahashi por el Campeonato Mundial Peso Pesado de la IWGP.       | [ 23 ]                                                              |       |
| Wrestling Dontaku 2024 | 3 y 4 de mayo de 2024 | 2.4404.238                                                                     | Nic Nemeth vs. Hiroshi Tanahashi por el Campeonato Global Peso Pesado de la IWGP. (3 de mayo) Jon Moxley (c) vs. Ren Narita por el Campeonato Mundial Peso Pesado de la IWGP. (4 de mayo) | [ 24 ] [ 25 ]                                                                           |                                                                     |       |
| Wrestling Dontaku 2025 | 3 y 4 de mayo de 2025 | 2.9035.407                                                                     | Bullet Club War Dogs vs. House of Torture en un Dog Pound Cage Match. (3 de mayo) Hirooki Goto (c) vs. Callum Newman por el Campeonato Mundial Peso Pesado de la IWGP. (4 de mayo)        | [ 26 ] [ 27 ]                                                                           |                                                                     |       |

## Estadísticas
- Kazuchika Okada es el luchador que más veces ha participado en eventos principales, con 6 ocasiones.
- Hiroshi Tanahashi es el que más apariciones consecutivos tiene en Wrestling Dontaku con 8.
- La edición del 2018 fue la primera vez que se celebró en dos días seguidos.
- La edición del 2015 fue la primera vez en que se disputó el Campeonato Intercontinental de la IWGP en un evento estelar, y la edición del 2019 en su primer día fue la primera vez en que se disputó el Campeonato Peso Pesado Junior de la IWGP en un evento estelar.
- El Campeonato Peso Pesado de IWGP fue estelarizado con más tiempo desde 1995, 2000, 2009 hasta 2014 y 2016 hasta la fecha.
- A.J. Styles fue el único luchador estadounidense en ganar el campeonato en este evento.
- Maria Kanellis y Amber Gallows (2015) han sido las únicas mujeres en la historia en participar en Wrestling Dontaku.